# پادشاه (فیلم ۱۹۹۵)
پادشاه (به هندی: Raja) فیلمی محصول سال ۱۹۹۵ و به کارگردانی ایندرا کومار است. در این فیلم بازیگرانی همچون مادهوری دیکشیت، سانجای کاپور، پارش راوال، موکش خانا، دالیپ تاهیل، تیکو تالسانیا ایفای نقش کرده‌اند.

## داستان
این فیلم دربارهٔ پسری به نام راجا و دختری به نام مادو هست که عاشق هم می‌شوند و می‌خواهند با هم ازدواج کنند که با مخالفت برادران مادو روبرو می‌شوند و…